# Kochłowice (Byczyna)

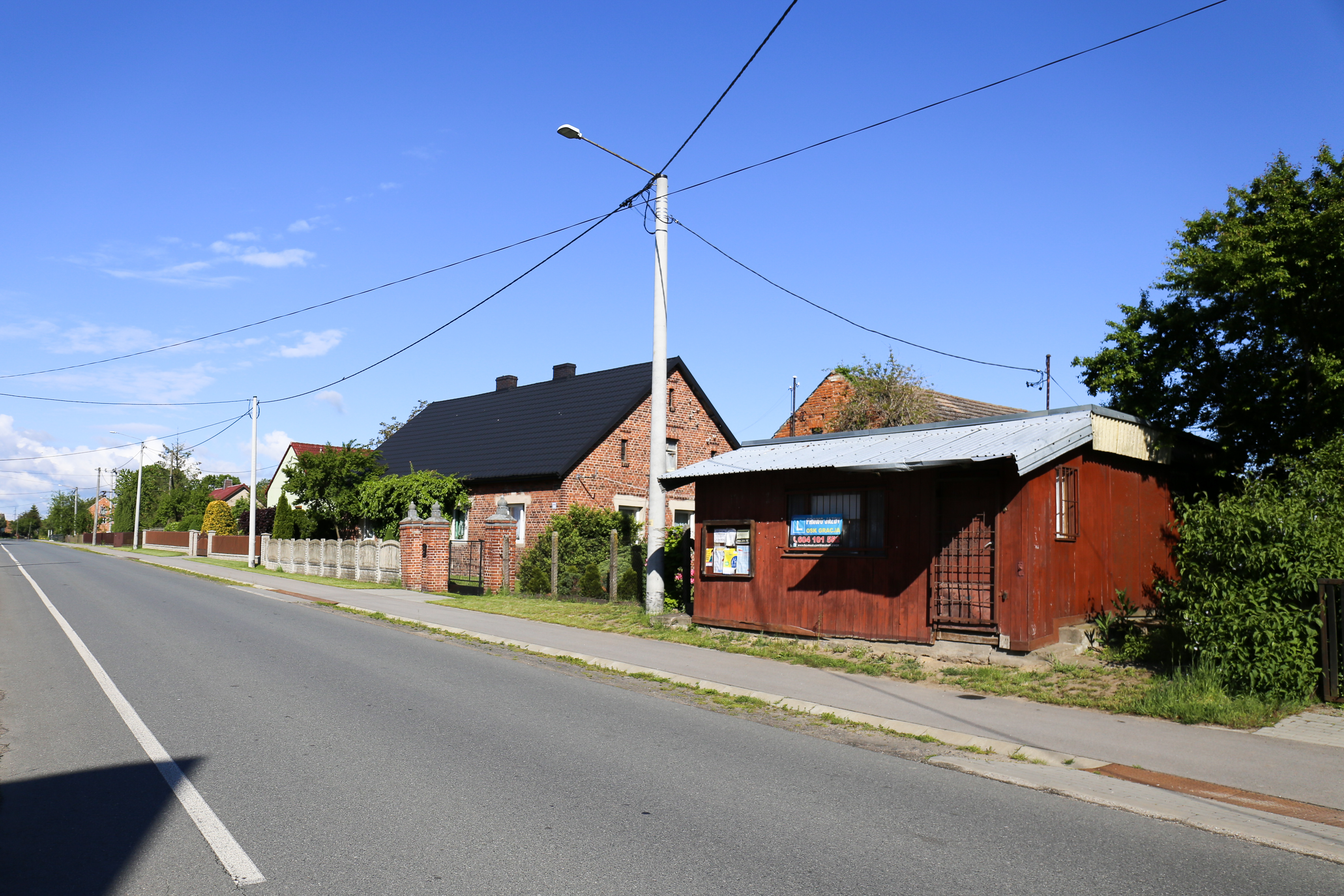
Ortsansicht

Kochłowice (deutsch Kochelsdorf, auch Kucheldorf) ist ein Ort der Gmina Byczyna in der Woiwodschaft Opole in Polen.

## Geographie

### Geographische Lage
Kochłowice liegt im nordwestlichen Teil Oberschlesiens im Kreuzburger Land. Das Dorf Kochłowice liegt rund fünf Kilometer südwestlich vom Gemeindesitz Byczyna, rund 15 Kilometer nordwestlich der Kreisstadt Kluczbork und etwa 64 Kilometer nordöstlich der Woiwodschaftshauptstadt Opole (Oppeln).
Am östlichen Dorfrand fließt der Proschlitzer Bach (poln. Pratwa).

### Nachbarorte
Nachbarorte von Kochłowice sind im Norden Polanowice (Polanowitz), im Osten Biskupice (Bischdorf), im Südosten Sarnów (Sarnau) und im Südwesten Rożnów (Rosen). 

## Geschichte
Das Dorf wurde 1404 erstmals als Kochlowicz erwähnt. Der slawische Name Kochlowice bedeutet Lieblingsort.
1845 bestanden im Dorf ein Vorwerk, eine Brennerei und weitere 40 Häuser. Im gleichen Jahr lebten in Kochelsdorf 381 Menschen, davon 46 katholisch. 1861 lebten in Jakobsdorf 376 Menschen. 1874 wurde der Amtsbezirk Bischdorf gegründet, zu dem Kochelsdorf eingegliedert wurde.
1933 lebten in Kochelsdorf 325, 1939 wiederum 346 Menschen. Bis 1945 gehörte das Dorf zum Landkreis Kreuzburg O.S.
Als Folge des Zweiten Weltkriegs fiel Kochelsdorf 1945 wie der größte Teil Schlesiens an Polen. Nachfolgend wurde der Ort in Kochłowice umbenannt und der Woiwodschaft Schlesien angeschlossen. 1950 wurde es der Woiwodschaft Opole eingegliedert. 1999 kam der Ort zum neu gegründeten Powiat Kluczborski (Kreis Kreuzburg).

## Sehenswürdigkeiten

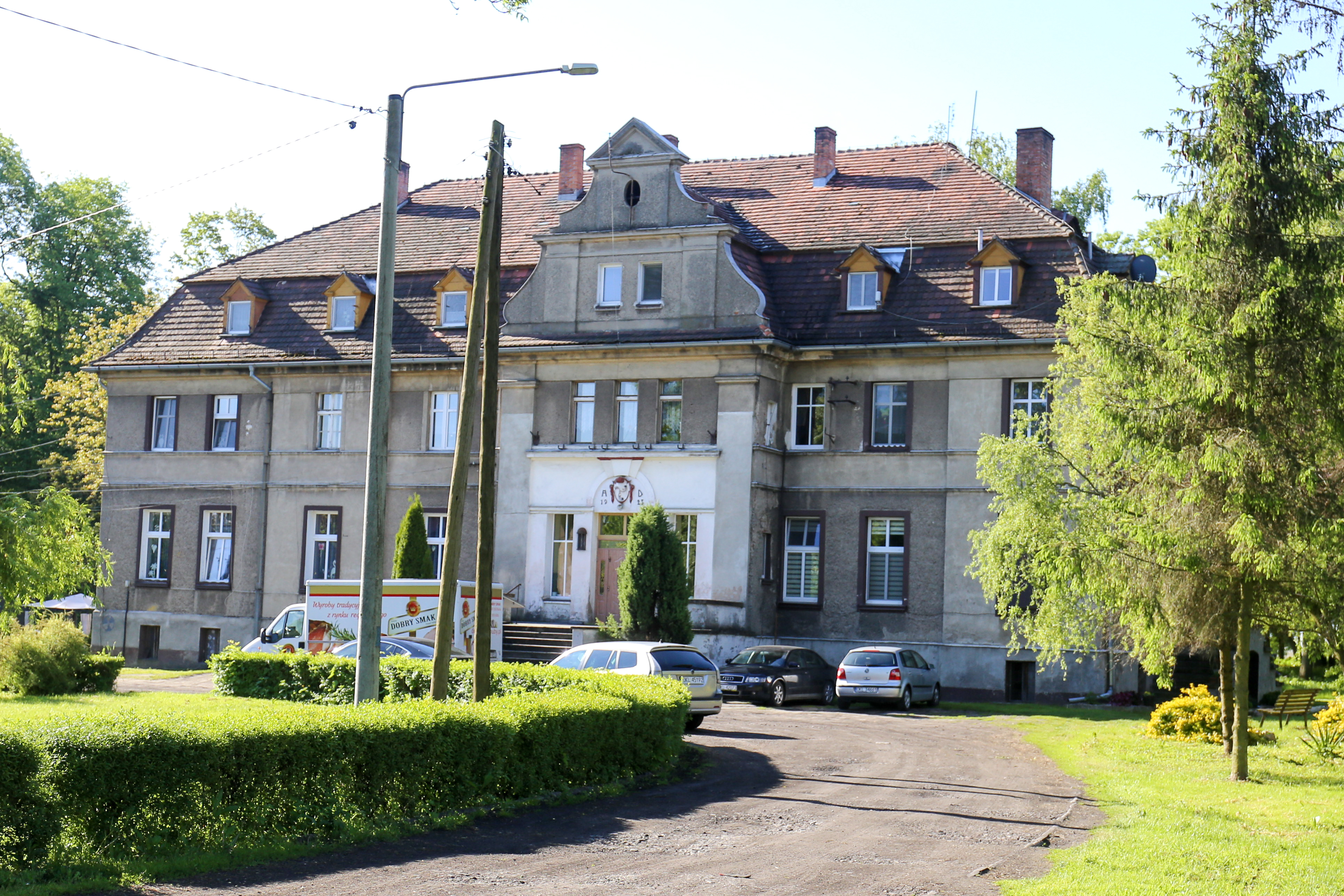
Schloss

- Das Schloss Kochelsdorf wurde 1923 erbaut. Das Gebäude besitzt einen rechteckigen Grundriss, zwei Geschosse und ein Mansardendach. An der Nordfront befindet sich ein Giebel mit Ornamenten im Neorenaissance-Stil.[7]
- Das Schloss ist umgeben von einem 2,8 Hektar großen Landschaftspark umgeben. Die ältesten Bäume sind ca. 180 Jahre alt.[7] Seit 1978 steht dieser unter Denkmalschutz.[8]